# Johann Bödiker
Johann Bodiker (ur. 1 maja 1641 pod Szczecinem, zm. 27 sierpnia 1695 w Cölln) – niemiecki gramatyk i pedagog.

## Życiorys
Urodził się w rodzinie chłopskiej niedaleko Szczecina. Przez 10 lat uczęszczał do gimnazjum w Cölln koło Berlina (obecnie dzielnica Berlina) . Od 1662 studiował w Jenie. Od 1665 był kaznodzieją w Marchii Brandenburskiej, od 1673 rektorem gimnazjum w Cölln. Angażował się na rzecz używania języka niemieckiego w szkole. Utworzył termin i pojęcie: filologia niemiecka (Deutsche Philologie).

## Twórczość
Autor popularnej gramatyki dla szkół: Grundsätze der deutschen Sprache (1690), jednej z najważniejszych gramatyk po Schotteliusie i przed Gottschedem. Jego gramatyka używana była nie tylko w Niemczech Północnych, ale też na terenie Niemiec Południowych. Akcentuje w niej prymat ponadregionalnego języka pisanego. Nawiązuje do Schotteliusa, w tym do jego teorii wyrazów rdzennych (Stammworttheorie). W swoich propozycjach reformy pisowni (ortografii) nawiązuje m.in. do Marcina Lutra. Wprowadził pisownię dużą literą dla odczasownikowych i odprzymiotnikowych rzeczowników. W swojej gramatyce wyróżnia z jednej strony (jako jeden dział) składnię i stylistykę, z drugiej zaś – jako naukę o słownictwie – wymienia fleksję, słowotwórstwo i etymologię. Gramatyka miała kilka wydań – aż do r. 1746. 1977 ukazał się w Lipsku jej dodruk. Zasługą Bödikera było połączenie ówczesnej tradycji gramatycznej z praktyką szkolną. Jego podręczniki stanowiły podstawę do nauczania gramatyki niemieckiej w szkołach, aż do ukazania się w roku 1748 gramatyki Gottscheda.
Bödiker jest autorem wielu innych prac o tematyce szkolnej i językoznawczej, w tym okolicznościowych wierszy. Jako poeta dworski utrzymywał bliskie relacje z dworem elektora brandenburskiego. Jest autorem pracy na temat komety, która ukazała się w Europie w roku 1680/1681 (Christlicher Bericht von Cometen als der grosse Comet 1680. und 1681. geleuchtet [...]) Katalog jego publikacji liczy ok. 250 tytułów.